# Tiramisu

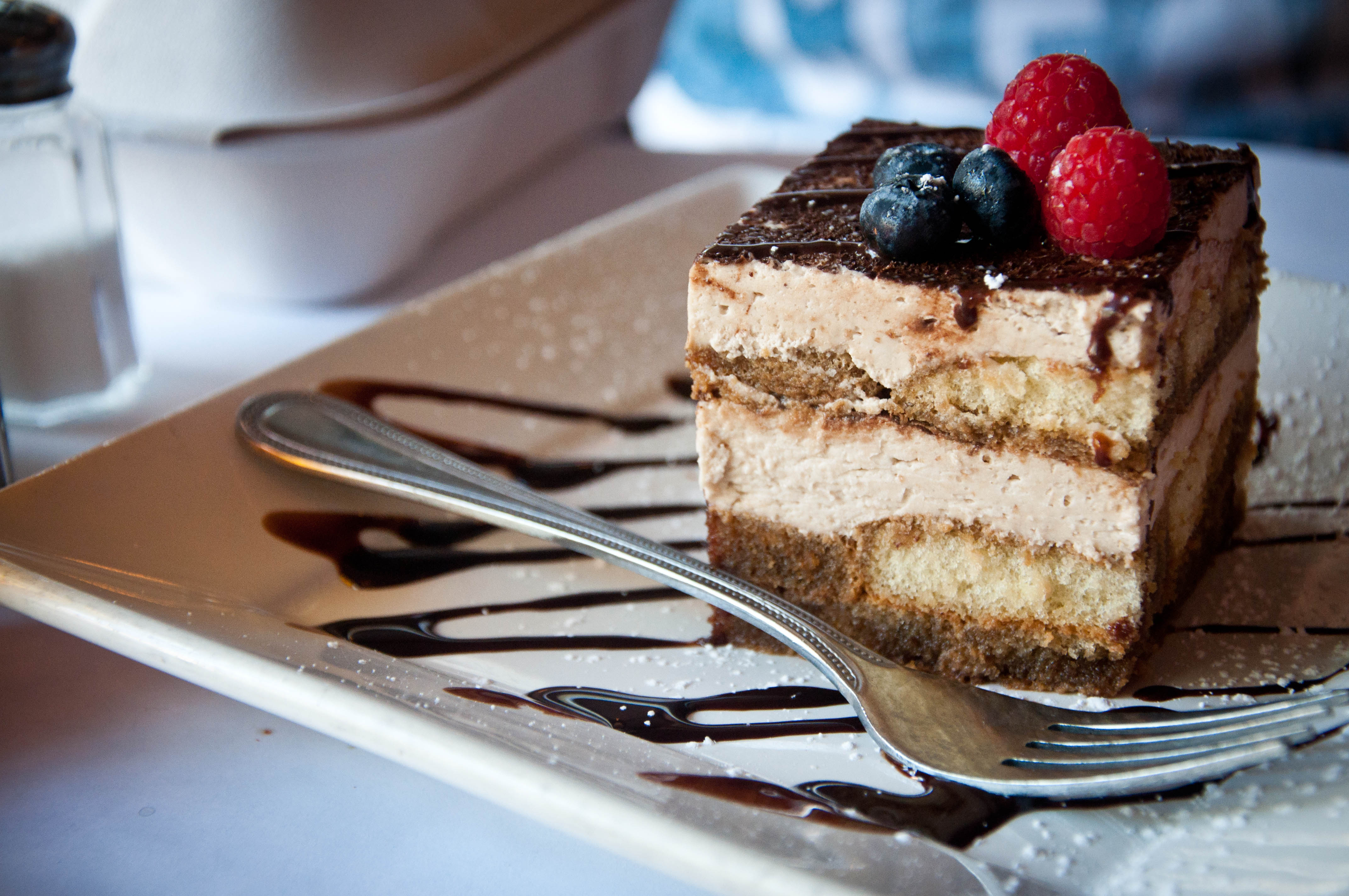
Tiramisu met bosbessen en frambozen

Tiramisu (in het Italiaans geschreven als tiramisù) is een van oorsprong Italiaans dessert. De naam betekent letterlijk trek mij omhoog, wat zoveel inhoudt als beur mij op of maak mij blij. Tiramisu wordt dan ook vaak aan herstellende zieken gegeven, om ze aan te laten sterken en er weer bovenop te brengen. 

## Geschiedenis
Tiramisu is een relatief modern gerecht; het zou sinds de jaren 60 gemaakt zijn, maar pas sinds 1980 komt het voor in Italiaanse woordenboeken en kookboeken. In 1982 verscheen het voor het eerst in Engelstalige lectuur. De oorsprong ervan is niet helemaal duidelijk, maar ligt zeer waarschijnlijk in de regio Veneto of de aangrenzende regio Friuli-Venezia Giulia.
Op 30 oktober 2021 overleed op 93-jarige leeftijd de Italiaanse restauranthouder Ado Campeol die in zijn land wordt beschouwd als de uitvinder, "vader", van het dessert Tiramisu. Hij was eigenaar van Le Beccherie, een restaurant in Treviso. Campeol en zijn vrouw zouden het dessert bij toeval hebben "ontdekt" en in 1972 voor het eerst hebben geserveerd. Toen de kok (Roberto ‘Loli’ Linguanotto) (1943–29 juli 2024) vanille-ijs aan het maken was, liet hij per ongeluk een lepel mascarpone in een kom met eieren en suiker vallen. De kok en mevrouw Campeol proefden het mengsel, zagen het potentieel ervan in en besloten het resultaat te serveren op in koffie gedoopte lange vingers en bestrooid met bittere cacao.

## Smaak en textuur
De meest karakteristieke elementen van de tiramisusmaak zitten in de combinatie van biscuit, cacao, mascarpone, koffie en ei. 
De tiramisu bestaat uit verschillende lagen. Onderop liggen lange vingers, deze biscuits worden verzadigd met sterke afgekoelde koffie en met alcoholische drank besprenkeld. Als drank wordt van origine marsalawijn gebruikt.
De laag op de biscuits bestaat uit een mengsel van mascarpone en eigeel geklopt met suiker en geklopt eiwit. De lagen kunnen worden afgewisseld, zodat de pudding nog hoger wordt. Het geheel wordt bedekt met gezeefde en uitgestrooide cacaopoeder.

## Variaties
Omdat de drank voor een belangrijk deel de smaak bepaalt kan hier naar believen mee geëxperimenteerd worden. Zo behoren bijvoorbeeld ook  onderstaande dranken tot de mogelijkheden.
- rum
- koffie
- cognac
- advocaat
- een zachte, niet rokerige whisky
- amandellikeur zoals Amaretto
- sinaasappellikeur zoals Grand Marnier of Cointreau
- citroenlikeur zoals limoncello
- Tia Maria

Daarnaast zijn vele andere variaties op het originele, hier onder afgebeelde recept. Zo kan men de eieren vervangen door slagroom om het risico van salmonellavergiftiging uit te sluiten. De meeste restaurants gebruiken tegenwoordig gepasteuriseerd eigeel. Ook kan er over de cacao nog een laagje citroen of sinaasappelschaafsel worden gestrooid. Nog een mogelijkheid is om geraspte pure chocola te gebruiken in plaats van cacao. Ook kan men de mascarpone vervangen door magere kwark, zodat het minder vet is.
Een andere variatie op de smaak kan verkregen worden door de lange vingers te vervangen door bijvoorbeeld peperkoek of speculaas.